# Вулиця Пілот
Вулиця Пілот — вулиця в Дніпровському районі міста Києва, СТ «Аерофлот», «Південтеплоенергомонтаж», «Пілот».
Пролягає від безіменного проїзду до вулиці Марка Черемшини до Гаражної вулиці.